# Geurvlag
Een geurvlag is een vorm van territoriumafbakening die veel wordt gebruikt door dieren. Ze markeren de grenzen van hun territorium door middel van geur. Deze geur is doorgaans die van uitwerpselen of het eigen lichaam. De geurvlag is bedoeld om indringers op afstand te houden.
Dit gedrag is duidelijk te zien bij honden, die vaak de neiging hebben om tegen bomen, palen en dergelijke aan te plassen om zo hun territorium af te bakenen.